# Una follia
Una follia (título original en italiano; en español, Una locura, conocida también con el título Il ritratto parlante, "El retrato parlante" o La folia di carnovale, "La locura de carnaval") es una farsa en un acto con música de Gaetano Donizetti y libreto en italiano de Bartolomeo Merelli. Se estrenó en el Teatro San Luca de Venecia el 17 de diciembre de 1818.